# UEFA Super Cup 2017
De UEFA Super Cup 2017 was de 42e editie van de UEFA Super Cup. Real Madrid, winnaar van de UEFA Champions League 2016/17, nam het op tegen Manchester United, winnaar van de UEFA Europa League 2016/17. De wedstrijd werd gespeeld op 8 augustus 2017 in de Philip II Arena in Skopje. Real Madrid won met 2–1.

## Teams
| Team              | Kwalificatie                          | Datum kwalificatie | Vorige deelname              |
| ----------------- | ------------------------------------- | ------------------ | ---------------------------- |
| Real Madrid       | Winnaar UEFA Champions League 2016/17 | 3 juni 2017        | 1998, 2000, 2002, 2014, 2016 |
| Manchester United | Winnaar UEFA Europa League 2016/17    | 24 mei 2017        | 1991, 1999, 2008             |

## Wedstrijd

### Wedstrijddetails
|                             |                       |       |                   |                                                                                       |
| 8 augustus 2017 20:45 UTC+2 | Real Madrid           | 2 – 1 | Manchester United | Philip II Arena, Skopje Toeschouwers: 31.000 Scheidsrechter: Gianluca Rocchi (Italië) |
| 8 augustus 2017 20:45 UTC+2 | Casemiro 24' Isco 52' |       | 62' Lukaku        | Philip II Arena, Skopje Toeschouwers: 31.000 Scheidsrechter: Gianluca Rocchi (Italië) |

| Real Madrid | Man United |

| Real Madrid:    |    |                   |     |
|                 |    |                   |     |
| GK              | 1  | Keylor Navas      |     |
| RB              | 2  | Daniel Carvajal   | 84' |
| CB              | 5  | Raphaël Varane    |     |
| CB              | 4  | Sergio Ramos      | 86' |
| LB              | 12 | Marcelo           |     |
| DM              | 14 | Casemiro          |     |
| CM              | 10 | Luka Modrić       |     |
| CM              | 8  | Toni Kroos        |     |
| AM              | 22 | Isco              | 74' |
| CF              | 9  | Karim Benzema     | 83' |
| CF              | 11 | Gareth Bale       | 74' |
| Wisselspelers:  |    |                   |     |
| DF              | 6  | Nacho             |     |
| FW              | 7  | Cristiano Ronaldo | 83' |
| GK              | 13 | Kiko Casilla      |     |
| DF              | 15 | Theo Hernández    |     |
| MF              | 17 | Lucas Vázquez     | 74' |
| MF              | 20 | Marco Asensio     | 74' |
| MF              | 23 | Mateo Kovačić     |     |
| Coach:          |    |                   |     |
| Zinédine Zidane |    |                   |     |

| Manchester United: |    |                    |           |
|                    |    |                    |           |
| GK                 | 1  | David de Gea       |           |
| RB                 | 25 | Antonio Valencia   |           |
| CB                 | 2  | Victor Lindelöf    |           |
| CB                 | 12 | Chris Smalling     |           |
| LB                 | 36 | Matteo Darmian     |           |
| CM                 | 21 | Ander Herrera      | 56'       |
| DM                 | 31 | Nemanja Matić      |           |
| CM                 | 6  | Paul Pogba         |           |
| RW                 | 22 | Henrich Mchitarjan |           |
| CF                 | 9  | Romelu Lukaku      |           |
| LW                 | 14 | Jesse Lingard      | 42' 46'   |
| Wisselspelers:     |    |                    |           |
| MF                 | 8  | Juan Mata          |           |
| FW                 | 11 | Anthony Martial    |           |
| MF                 | 16 | Michael Carrick    |           |
| DF                 | 17 | Daley Blind        |           |
| FW                 | 19 | Marcus Rashford    | 46' 90+4' |
| GK                 | 20 | Sergio Romero      |           |
| MF                 | 27 | Marouane Fellaini  | 56'       |
| Coach:             |    |                    |           |
| José Mourinho      |    |                    |           |

1972 · 1973 · 1974 · 1975 · 1976 · 1977 · 1978 · 1979 · 1980 · 1981 · 1982 · 1983 · 1984 · 1985 · 1986 · 1987 · 1988 · 1989 · 1990 · 1991 · 1992 · 1993 · 1994 · 1995 · 1996 · 1997 · 1998 · 1999 · 2000 · 2001 · 2002 · 2003 · 2004 · 2005 · 2006 · 2007 · 2008 · 2009 · 2010 · 2011 · 2012 · 2013 · 2014 · 2015 · 2016 · 2017 · 2018 · 2019 · 2020 · 2021 · 2022 · 2023 · 2024